# 小沢昭一
小沢 昭一（おざわ しょういち、本名：小澤 昭一（読み同じ）、1929年〈昭和4年〉4月6日 - 2012年〈平成24年〉12月10日）は、日本の俳優、タレント、俳人、漫談師、エッセイスト、芸能研究者。放送大学客員教授、日本新劇俳優協会会長、劇団「しゃぼん玉座」主宰、見世物学会顧問を務めた。俳号は小沢 変哲。

## 来歴・人物
東京府豊多摩郡和田堀町大字和泉（現：東京都杉並区和泉）生まれ。父は現在の長野県長野市の出身で、新潟県高田市（現：上越市）で写真屋修行時代に結婚し東京に出てきた。昭一2歳の頃、父親が写真館を始めたため日暮里へ引っ越し、4歳のときに蒲田に移り住む。当時の蒲田は、松竹映画の撮影所があるモダンな街で、また寄席もあり、その猥雑な雰囲気が小沢の後の活動に影響を与えた。
戦争の匂いが身近に迫る中、旧制麻布中学に入学し、同級に大西信行、加藤武、フランキー堺、仲谷昇、なだいなだ等多くの友人を得る。軍事教練や、学徒動員先でも天狗連として彼らと、しばしば落語を披露し合っていた。通学帰り、ネタを増やしに、大西、加藤らと、学生服姿で人形町末廣、神楽坂演芸場、銀座金春亭など禁演落語の時節真っ只中の寄席に入り浸り、そこで出会った演芸評論家・作家の正岡容の知遇を得て弟子になる。桂米朝、大西、加藤らとは正岡門下の兄弟弟子の関係である。さらに大西、加藤らと麻布中で演劇部を立ち上げた。その後、江田島の海軍兵学校第78期生として1945年（昭和20年）4月に入校（第703分隊）するが、終戦のために退校。そこで見た一面の焼け野原・終戦体験が昭一青年に大きな影響を与えた。まだ豊かに残っていた大道芸に出た「透明人間」「蜘蛛娘」などの見世物小屋や手品、女相撲に熱中した経験を持つ。
麻布に復学後、早稲田大学第一文学部仏文科卒。早大在学中にはやはり、大西、加藤らと共に、日本で初めての学校での落語研究会を創設する（名称は「寄席文化研究会」としたかったが、大学に認めてもらえず「庶民文化研究会」とした。顧問は暉峻康隆（当時）助教授）。また、北村和夫、加藤武、今村昌平らとグループを結成して演劇活動に熱中した。
1949年（昭和24年）、大学在学中に俳優座付属俳優養成所の二期生となり、千田是也に師事する。卒業後、俳優座公演で初舞台を踏む。1960年（昭和35年）には演出家の早野寿郎と「劇団俳優小劇場」を結成。1966年（昭和41年）に新劇寄席『とら』で芸術祭奨励賞を受賞した（俳優小劇場はのち、1971年（昭和46年）に解散）。
以降も舞台、ラジオ番組、映画、テレビ番組などで芸能活動を行い、1966年（昭和41年）のNHKのラジオドラマ『ゆびぶえ』など優れた作品を残している。
映画俳優としては、早稲田の同窓である今村昌平の紹介で1954年（昭和29年）に映画デビュー。今村が日活に移籍したのをきっかけに自身も日活と専属契約をした。ここで、小沢の心酔することになる川島雄三と出会う。
川島の『愛のお荷物』、『洲崎パラダイス赤信号』、そして『幕末太陽傳』で、脇役ながらその存在感を示した。その後、今村の『エロ事師たちより 人類学入門』で主役を務め、1966年（昭和41年）の「キネマ旬報」主演俳優賞、「毎日映画コンクール」男優主演賞など多数の賞を獲得した。小沢は川島に傾倒しており、日本経済新聞に掲載された『焼け跡派のこころ』（2004年（平成16年）連載）では「川島監督に演技を開眼してもらった」と述べている。なお、プログラムピクチャーにも多数出演しているが、怪しい訛り言葉を話す中国人役などが多かった。個性派のバイプレイヤーとして、200本以上の映画に出演している。
また、1969年（昭和44年）、不惑の年に、それまでの新劇を基点とした活動に限界を感じ、またもともと、幼少期より落語など演芸・話芸・雑芸が好きであったこともあり、「芸能の原点」を求めて日本の伝統的な芸能に憧れを抱き、著書『私は河原乞食・考』を刊行。またこの年から、早稲田大学演劇科の大学院に特別入学して、郡司正勝教授のもとに5年間通い、芸能史の研究を行う。同1969年、東京やなぎ句会に参加。
その後も放浪芸の収集、発掘に深い関心を寄せ、記録、保存、著述、そして実践を行うようになる。1971年（昭和46年）には全国を廻って収集した音源を元に制作したレコード『日本の放浪芸』LP7枚組を発売し、1971年度の第13回日本レコード大賞企画賞を受賞。続編の『又・日本の放浪芸』は、1974年度の芸術選奨新人賞を受賞。以降も、次々と続編を制作する。また三河万歳の才蔵役として門付に出るなど、実践を行う（『日本の放浪芸』に収録）。
その「芸能研究の実践活動」として、1975年（昭和50年）、小沢が主宰し加藤武、山口崇、山谷初男らと劇団「芸能座」を旗揚げする（旗揚げは永六輔作『清水次郎長伝・伝』で全国を巡業する）。1980年（昭和55年）までその活動は続いた。付属として「あたらしい芸能研究室」（出版部門）を作り、研究誌「季刊藝能東西」を創刊。「藝能東西」以外にも、芸能関係の書籍を多数刊行し、2001年（平成13年）まで出版社として活動した。また小沢自身も、時代と共に消え行く伝統芸能やストリップなどの猥雑な諸芸能を取材・研究した本を刊行し続ける。
1973年1月8日には、TBSラジオのトーク番組『小沢昭一の小沢昭一的こころ』が放送開始。約39年間に渡ってのエンディングのトークの締め括りで、｢◯◯について考える。また明日のこころだァーッ。｣、または｢来週のこころまでェーッ。｣という、お馴染み最後の雄叫びは、1973年スタートの第1週テーマ回から変わることなく、小沢本人でのトレードマークでもあった。
1982年（昭和57年）には「俳優が小沢一人」の劇団「しゃぼん玉座」を創設し、晩年まで活動を行った。「引退興行」と称して『唐来参和』（井上ひさし原作）の一人芝居を各地で、1982年（昭和57年）から18年間続け、公演660回を数えた。
他に野坂昭如、永六輔と「中年御三家」を結成し、1974年（昭和49年）の武道館でのコンサートはビートルズ以来と言われるほど盛況であった（2003年（平成15年）に「帰ってきた中年御三家」コンサートをNHKホールで行ったが、野坂は病気のため不参加）。また晩年期（いわゆる「二代目小沢昭一」の時代）には「老謡」と称し、幼・少・青年期に親しんだ歌を多数歌うようになる。
俳人でもあり「小沢変哲」という俳号を持っている。1969年（昭和44年）に入船亭扇橋を宗匠にして、永六輔、江國滋酔郎らと共に「やなぎ句会」を発足。句集など俳句関連の出版物もある。
父が修業した新潟の写真館の建物が収蔵されていることから、博物館明治村の村長も務め、また日本新劇俳優協会会長を務めた。
1992年、第46回毎日出版文化賞特別賞を受賞。（ビデオブック『大系日本歴史と芸能 全14巻』網野善彦＋小沢昭一＋服部幸雄+宮田登＋大隅和雄＋山路興造＝編集委員、平凡社＋日本ビクター）による。
1994年（平成6年）に紫綬褒章、1999年（平成11年）に坪内逍遥大賞、2001年（平成13年）に勲四等旭日小綬章及び徳川夢声市民賞、2003年（平成15年）に東京都功労者。2004年（平成16年）に早稲田大学芸術功労者。2005年（平成17年）に朝日賞。2005年第18回大衆文学研究賞研究・考証部門を受賞（「日本の放浪芸」白水社）。2008年（平成20年）したまちコメディ映画祭in台東において、『第1回コメディ栄誉賞』を受賞。
元放送大学客員教授。
2005年（平成17年）、新宿末廣亭6月下席夜の部にて、主任の柳家小三治の依頼により、子どもの時分から憧れだった寄席の舞台に芸人（演目は「随談」）として出演した。そのときの様子は書籍になっている。
1998年（平成10年）に前立腺癌が見つかったが長らく伏せており、仕事の間を縫って定期的に治療を行っていたことを2011年（平成23年）2月10日発売の「文藝春秋」に寄せた随筆で初めて公にしている。2010年にがんは頸椎へ転移。2012年（平成24年）夏頃から体調を崩し、同年9月13日に入院。これに伴い、9月24日以降の『小沢昭一の小沢昭一的こころ』は、12月28日放送分まで過去の放送回の中より傑作選を放送していた(それ以降、急逝まで小沢本人が番組に復帰することは一切なかった)。10月22日に退院した後も自宅で療養を続けていた。『小沢昭一の小沢昭一的こころ』11月16日放送回では、自宅で録音したというラストメッセージを寄せ、復帰に意欲を見せていたが、これが生涯最後の仕事となっていた。
2012年（平成24年）12月10日、前立腺癌のため、東京都内の自宅で急逝した。これにより、小沢本人におけるラジオ番組自体は、39年の歴史にピリオドが打たれた。83歳没。12月14日に千日谷会堂で行われた本葬では生島ヒロシ、永六輔、乙武洋匡、加藤武、桂米團治、神津善行、黒柳徹子、篠田正浩、春風亭小朝、露木茂、長峰由紀、中村メイコ、野坂昭如、林家正蔵、林家三平、吉行和子ら850人が参列した。墓所は墨田区弘福寺。戒名は洽昭院澹然一哲居士。世の中に豊富な見識をユーモアと優しさを持って伝えた活眼の士という意味が込められている。なお、式場となった千日谷会堂は生前、死を覚悟した小沢がたまたま車で通りかかった際に「ここだな…」とつぶやき、心に決めた場所だったという。
「九条の会」傘下の「マスコミ九条の会」呼びかけ人、「世田谷・九条の会」呼びかけ人を務めていた。

## 出演映画
太字の題名はキネマ旬報ベストテンにランクインした作品
- 勲章（1954年、俳優座）- 金子
- 市川馬五郎一座顛末記・浮草日記（1955年、山本プロ）
- 愛のお荷物（1955年、日活）- 鳥居秘書官
- 洲崎パラダイス赤信号（1956年、日活）- 三吉
- 街燈（1957年、日活）
- 幕末太陽傳（1957年、日活）- 貸本屋金造
- 誘惑（1957年、日活）
- 陽のあたる坂道（1958年、日活）- 上島健伍
- 東京のバスガール（1958年、日活）- 桃山
- 紅の翼（1958年、日活）- 安藤幸宏
- 貸間あり[16]（1959年、東宝宝塚）
- にあんちゃん（1959年、日活）- 金山春夫
- 武器なき斗い（1960年、大東映画）- 清
- 「十三号待避線」より　その護送車を狙え（1960年、日活）- 香島五郎
- 大出世物語（1961年、日活）- 六さん
- 豚と軍艦（1961年、日活）- 軍治
- 大当り百発百中（1961年、日活）- 及川太郎
- あいつと私（1961年、日活）- 金沢正太
- 猫が変じて虎になる（1962年、日活）- 葛井久六
- 喜劇 にっぽんのお婆あちゃん（1962年、松竹）- 副園長小野
- 雁の寺（1962年、大映）- 鷹見邦遠
- キューポラのある街（1962年、日活）- 鑑別所の教師
- しとやかな獣（1962年、大映）- ピノサク
- 非行少女（1963年、日活）- 小使
- 台所太平記（1963年、東宝）- 園田光雄
- 若い東京の屋根の下（1963年、日活）- 北村利夫
- エデンの海（1963年、日活）- 高岡
- 煙の王様（1963年、日活）- スクラップ工事長
- 競輪上人行状記（1963年、日活）- 伴春道
- くノ一忍法（1964年、東映）- 薄墨友康
- くノ一化粧（1964年、東映）- 真昼狂念
- 越後つついし親不知（1964年、東映）- 瀬神留吉
- 続・拝啓天皇陛下様（1964年、松竹）- 王万林
- 赤い殺意（1964年、日活）- 田丸和幸
- 仇討（1964年、東映）- 小山左門
- 甘い汗（1964年、東京映画）- バーテン藤井
- 馬鹿が戦車でやって来る（1964年、松竹）- 郵便配達夫
- 春婦伝（1965年、日活）- 秋山憲兵軍曹
- 清作の妻（1965年、大映）
- 冷飯とおさんとちゃん（1965年、東映）- 中村又三郎
- 悦楽（1965年、創造社）- 速水
- 犬シリーズ（大映）
  - 鉄砲犬（1965年）- 早川正
  - 早射ち犬（1967年）- 山本五郎
- 「エロ事師たち」より 人類学入門（1966年、日活）- スブやん
- 逢いたくて逢いたくて（1966年、日活）- 小橋作造
- 三匹の狸（1966年、東宝）- 猿田留吉
- あこがれ（1966年、東宝）- 西沢恒吉
- 忍者武芸帳（1967年、創造社）- 語り手
- 痴人の愛（1967年、大映）- 河合譲治
- 伊豆の踊子（1967年、松竹）- 紙屋
- 続・何処へ（1967年、東宝）- 吉村順太郎
- 喜劇 駅前学園（1967年、東宝）- 小原金助
- 愛の讃歌（1967年、松竹）- 郵便屋
- 喜劇列車シリーズ（東映）
  - 喜劇急行列車（1967年）- 今井
  - 喜劇団体列車（1967年）- 中村駅長
- 男なら振りむくな（1967年）
- 社長シリーズ（東宝）
  - 社長繁盛記（1968年）- 苑平漢
  - 続・社長繁盛記（1968年）- 苑平漢
  - 社長えんま帖（1969年）- 富田林茂
  - 続・社長えんま帖（1969年）- 富田林茂
  - 社長学ABC（1970年）- 汪滄海
  - 続・社長学ABC（1970年）- 汪滄海
- 「経営学入門」より　ネオン太平記 （1968年、日活）- 益本利徳
- ザ・タイガース 世界はボクらを待っている（1968年、東宝）- 早瀬
- サラリーマン悪党術（1968年、東宝）-
- 肉弾（1968年、ATG）- 軍曹
- 日本一の裏切り男（1968年、東宝）- 雑炊屋
- スクラップ集団（1968年、松竹）- ドリーム
- 吹けば飛ぶよな男だが（1968年、松竹）- 弁士
- 橋のない川（1969年、ほるぷ映画）- 大竹
- 喜劇 深夜族（1969年、松竹）- ナレーター
- 私が棄てた女（1969年、日活）- 大野義雄
- 無頼漢（1970年、東宝）- 丑松
- サマー・ソルジャー（1972年、勅使河原プロ）- 谷川
- 一条さゆり 濡れた欲情（1972年、日活）- ラーメン屋の主人
- 喜劇 だましの仁義（1974年、東宝）- 石山権太郎／山田代議士
- 青春の門（1975年、東宝）- 平吉・語り手
- ボクサー（1977年、東映）- アパートの管理人
- 冬の華（1978年、東映）- 陳
- ええじゃないか（1981年、松竹）- 鵜飼作之丞
- 男はつらいよ 寅次郎紙風船（1981年、松竹）- 倉富常三郎
- 原発切抜帖（1982年、青林舎）- ナレーター[17]
- 楢山節考（1983年、東映）- 勝造
- 鑓の権三（1986年、松竹）- 船頭
- 黒い雨（1989年、今村プロ）- 庄吉
- 砂の上のロビンソン（1989年）- 浮浪者
- うなぎ（1997年、松竹）- 初老の医師
- カンゾー先生（1998年、東映）- 医師
- 梟の城（1999年、東宝）- 今井宗久
- かあちゃん（2001年、東宝）- 大家
- 釣りバカ日誌18 ハマちゃんスーさん瀬戸の約束（2007年、松竹）- 渋谷剛三

## 過去の出演番組
- 小沢昭一の小沢昭一的こころ（TBSラジオ-JRN)[1]、1973年-2012年
- パパ行ってらっしゃい（ラジオ東京=TBSラジオ）
- 趣味の30分→趣味とあなたと（NHK総合テレビジョン）趣味の達人に話を訊くという番組[18]。
- NHK特集「びんぼう一代 ～五代目古今亭志ん生～」（1981年3月27日、NHK総合）[19]

## 著作等

### 主な著作
- 季刊藝能東西（小沢昭一編集、1975年 - 1977年）
- 私は河原乞食・考（1969年）
- 陰学探険（1972年、永六輔と共著）
- 私のための芸能野史（1973年）
- 珍奇絶倫 小沢大写真館（1974年）
- 日本の放浪芸（1974年）
- 小沢昭一的こころ（1974年 - ）- シリーズ化
- 雑談にっぽん色里誌（1978年）
- ドキュメント綾さん（1978年）
- 芸双書（1981年 - 1982年）- 南博ほかと共著
- 美人諸国ばなし（1986年）
- ものがたり芸能と社会（1998年）- 1989年の放送大学講義が基。新潮学芸賞を受賞。
- 友あり駄句あり三十年―恥多き男づきあい春重ね（1999年）- 東京やなぎ句会、編集
  - 入船亭扇橋 - 宗匠、柳家小三治、江國滋、大西信行、三田純市、桂米朝、永井啓夫、矢野誠一、永六輔、神吉拓郎、小沢昭一、加藤武他（前記が東京やなぎ句会のメンバーである。）

### 歌謡
- 明日の心だ

『小沢昭一の小沢昭一的こころ』のテーマ音楽に歌詞をつけたもの。
- ハーモニカブルース（谷川俊太郎作詞、小沢昭一補作詞／小沢昭一作曲、山本直純補作曲）

歌だけでなく、間奏のハーモニカ演奏も担当する。
1985年8月15日『ザ・ベストテン』にゲスト出演したときに熱唱。もともと戦後40年の節目で、という出演だったが、折りしも日航ジャンボ機墜落事故（1985年8月12日発生）直後で、放送時点（8月15日）ではまだ安否が定かではなかった坂本九について触れながらの歌唱だったこともあり、出演者の多くが感極まって涙目になっていた。殊に坂本とは公私ともに仲の良かった司会の黒柳徹子は、号泣しそうになるのを堪えつつその後の番組を進行した。なお、この曲は小沢の葬儀・告別式の出棺の際にも流された。
- 土耳古行進曲（トルコ行進曲）加藤登紀子作詞・作曲

『小沢昭一全集〜唸る、語る、歌う、小沢昭一的こころ』『唄う老謡? へッへのへ 小沢だァ（小沢昭一的こころBOX）』『小沢昭一的こころの歌（オリジナル編）』- いずれもコロムビアミュージックエンタテインメント - に収録。国名のトルコを思わせる演出がなされているが、実際は言うまでもなくトルコ風呂の暗喩である。
- 父チャン音頭

『小沢昭一的こころの歌（オリジナル編）』に収録。近年はラジオ番組『伊集院光 深夜の馬鹿力』のEDテーマで使用され有名に。「前立腺肥大症〜」の歌詞が特徴的。
- 唱う小沢昭一的こころ

『小沢昭一の小沢昭一的こころ』20周年記念放送の3週間・15回分をそのままCD化したもの。「シロクロ歌合戦」「新春かくさず芸大会」「正月気分は反戦気分」の3部からなり、小沢が往年の流行歌、都々逸、軍歌などをアカペラで歌いまくる。
- 俺達おじさんには

ほか、多数

### 放浪芸関連
- ドキュメント〜日本の放浪芸 - LPレコード7枚組。『日本の放浪芸』としてCD化されている。
- 又「日本の放浪芸」- LPレコード5枚組。CD化されている。
- また又「日本の放浪芸」- LPレコード6枚組。CD化されている。
- まいど「日本の放浪芸」- LPレコード4枚組。CD化されている。
- 小沢昭一の新・日本の放浪芸（1984年）- ビデオ。『小沢昭一の「新日本の放浪芸」〜訪ねて韓国・インドまで〜』としてDVD化されている。
- 日本の放浪芸 - 番町書房（1974年）
- 放浪芸雑録（1996年2月）- 白水社
- 大系 日本歴史と芸能―音と映像と文字による（1990年 - 1991年）- ビデオブック全12巻、網野善彦、小沢昭一、宮田登、大隅和雄、服部幸雄、山路興造監修、平凡社

## 研究本等
- 小沢昭一の世界（1983年9月）- 白水社
- 坂口昌弘著『文人たちの俳句』本阿弥書店
- 小沢昭一---芸能者的こころ（文藝別冊）（2010年6月）- 河出書房新社
- NHK映像ファイル あの人に会いたい「小沢昭一（俳優）」- NHK
- 朝日新聞学芸部編『戦後芸能史物語』朝日新聞社 1987年（朝日選書 344）
- 小林信彦「第8章 上昇思考と下降思考 渥美清 小沢昭一」『定本 日本の喜劇人 喜劇人篇』新潮社、2008年4月25日。